# Boreochlus gracilistylus
Boreochlus gracilistylus är en tvåvingeart som beskrevs av Lars Zakarias Brundin 1966. Boreochlus gracilistylus ingår i släktet Boreochlus och familjen fjädermyggor. Inga underarter finns listade i Catalogue of Life.